# Čiang Rai
Provincie Čiang Rai je jedna z provincií Thajska. Žije zde přibližně 1,21 milionu obyvatel. Leží v severní části země na hranici s Myanmarem (Šanský stát) a Laosem (provincie Bokeo); je vůbec nejseverněji položenou provincií v zemi. Sousedí s několika thajskými provinciemi, na západě například sousedí s provincií Čiang Mai. Hlavním městem provincie Čiang Rai je stejnojmenné město, kterým protéká řeka Kok. 
Provincie je spojena s laoským okresem Houayxay (a městem Huay Xai) díky Mostu thajsko-laoského přátelství, který se rozpíná přes řeku Mekong. Severní část provincie spadá do oblasti tzv. Zlatého trojúhelníku. Hranici provincie s Myanmarem utváří řeky Ruak a Sai. Ve východní části provincie se nacházejí zejména nížiny, v severní a západní části převládá hornatý terén. Z hlediska rozlohy je provincie 12. největší v zemi, z hlediska počtu obyvatel 15. nejlidnatější.